# Карл Юхан Адлеркрейц
Граф Карл Юхан Адлеркрейц (швед. Carl Johan Adlercreutz; 27 квітня 1757 — 21 серпня 1815) — шведський військовий і державний діяч, генерал.

## Життєпис
Народився у родині фінських аристократів. 1770 батьки записали його до фінського драгунського полку віце-капралом, де він 1773 склав іспит з фортифікації й артилерійських наук.
Брав дієву участь у російсько-шведській війні 1788—1790 років. У 1796—1804 роках командував Нюландським драгунським полком. 1804 йому було доручено формувати полк, який у подальшому отримав його ім'я.
Під час російсько-шведської війни 1808—1809 років командував 2-ю бригадою у Фінляндії. Успішно відвів війська до Улеа. Після взяття в полон генерала Левенгельма узяв командування над шведськими військами у Фінляндії та завзято, хоч і безуспішно, намагався відстояти країну.
Після війни повернувся до Швеції, де, користуючись невдоволенням народу політикою короля Густава IV, 13 березня 1809 року у Стокгольмі разом із 6 офіцерами заарештував монарха. З 1810 року до самої смерті був державним канцлером (без портфеля).
Під час кампанії 1813 року був начальником штабу Північної армії шведського спадкового принца Карла-Юхана (маршала Бернадота) та брав особисту участь у битвах при Грос-Берені, Денневіці та під час штурму Лейпцига. 28 грудня 1813 за битву при Лейпцигу був нагороджений російським орденом Святого Георгія 2-го ступеня.
1814 року, очолюючи штаб експедиційного корпусу, брав участь у військовій кампанії проти Норвегії.